# Tyskland ved sommer-OL 2016
Tyskland deltog ved Sommer-OL 2016 i Rio de Janeiro som blev arrangeret i perioden 5. august til 21. august 2016.

## Medaljer
| 2016 Rio de Janeiro | Guld | Sølv | Bronze | Total |
| Tyskland            | 17   | 10   | 15     | 42    |

### Medaljevinderne
Listen er udfuldstændig
| Tyskland under sommer-OL 2016 i Rio de Janeiro | Tyskland under sommer-OL 2016 i Rio de Janeiro       | Tyskland under sommer-OL 2016 i Rio de Janeiro | Tyskland under sommer-OL 2016 i Rio de Janeiro | Tyskland under sommer-OL 2016 i Rio de Janeiro |
| Medalje                                        | Navn                                                 | Sport                                          | Event                                          | Dato                                           |
| ---------------------------------------------- | ---------------------------------------------------- | ---------------------------------------------- | ---------------------------------------------- | ---------------------------------------------- |
| Guld                                           | Michael Jung                                         | Ridesport                                      | Spring                                         | 9. august                                      |
| Guld                                           | Philipp Wende Lauritz Schoof Karl Schulz Hans Gruhne | Roning                                         | Dobbeltfirer                                   | 11. august                                     |

## Svømning

### Resultater
| Dato      | Disciplin       | H/D    | Udøver             | Indledende heat | Indledende heat | Semifinale          | Semifinale          | Finale              | Finale              |
| Dato      | Disciplin       | H/D    | Udøver             | Tid             | Placering       | Tid                 | Placering           | Tid                 | Placering           |
| --------- | --------------- | ------ | ------------------ | --------------- | --------------- | ------------------- | ------------------- | ------------------- | ------------------- |
| 6. august | 400 m IM        | Herrer | Johannes Hintze    | 4:18,25         | 18              | N/A                 | N/A                 | ude af konkurrencen | ude af konkurrencen |
| 6. august | 400 m IM        | Herrer | Jacob Heidtmann    | –               | DSQ             | N/A                 | N/A                 | ude af konkurrencen | ude af konkurrencen |
| 6. august | 100 m butterfly | Damer  | Alexandra Wenk     | 58,49           | 21              | ude af konkurrencen | ude af konkurrencen | ude af konkurrencen | ude af konkurrencen |
| 6. august | 400 m fri       | Herrer | Florian Vogel      | 3:45,49         | 9               | N/A                 | N/A                 | ude af konkurrencen | ude af konkurrencen |
| 6. august | 400 m fri       | Herrer | Clemens Rapp       | 3:49,10         | 24              | N/A                 | N/A                 | ude af konkurrencen | ude af konkurrencen |
| 6. august | 400 m IM        | Damer  | Franziska Hentke   | 4:43,32         | 21              | N/A                 | N/A                 | ude af konkurrencen | ude af konkurrencen |
| 6. august | 100 m bryst     | Herrer | Christian vom Lehn | 1:00,13         | 15 Q            | 1:00,23             | 12                  | ude af konkurrencen | ude af konkurrencen |